# Christian Röhrensee
Christian Röhrensee (24. října 1641 Ehrenberg – 16. května 1706 Wittenberg) byl německý politolog a mravouk.

## Život
Rörensee vstoupil roku 1660 na univerzitu ve Wittenbergu. Roku 1662 zde získal magisterský titul. S podporou svého mecenáše Michaela Wendlera se v roce 1669 stal asistentem na filozofické fakultě.
Po smrti svého mecenáše Wendlera zaujmul Rörensee místo profesora etiky a politiky. Ve svých disputacích se dostával mimo svůj obor a to vedlo ke sporu s Georgem Kasperem Kirchmaierem.
V letech 1680 a 1696 byl na letní semestr jmenován rektorem univerzity.

## Dílo (výběr)
- Prudentiam moralem
- Tractatum de ordine equestri
- De jure aediticandi mejestatico, Wittenberg 1668
- De ritu scindendi vestes, 1668
- De jure armorum, 1669
- De fortitudine, 1669
- De jure muniendi, 1670
- De jure circa aquas majestatico, 1671
- De causis virtutum moralium, 1671
- De jure majestatis in Academias, 1671
- De torneamentis, 1671
- De virtutibus doctrinae morum & illarumoppositis, 1671
- De regno Jerobeami, 1675
- De callidis hostium consiliis, 1675
- De pactis fundamentalibus, 1675
- De actione metu majoris mali edita, 1677
- De poena innocentis, 1680
- De monomachia Davidis cum Goliatho, 1681
- De connubiis illustrium, 1682
- De dignitatibus Academicis, 1682
- De Platone caecutiente, 1686
- Fundamentum juris naturae, 1687
- De Homiletica adumbrata, 1693
- De jure venationis majestati asserto